# حساب غير قياسي
في الرياضيات، يعد حساب التفاضل والتكامل غير القياسي هو التطبيق الحديث للصيغ اللانهائية، بمعنى التحليل غير القياسي، إلى حساب التفاضل والتكامل. ويوفر مبررًا صارمًا كان يُعتبر سابقًا مجرد حدسيات.
واستخدمت على نطاق واسع الحسابات اللاقياسية مع اللانهائية قبل أن يسعى كارل ويرستراس إلى استبدالها بـ (ε، δ)-تعريف النهاية الذي يبدأ في سبعينيات القرن التاسع عشر. لما يقرب من مائة عام بعد ذلك، نظر علماء الرياضيات مثل ريتشارد كورنت إلى اللانهائيات على أنها فكرة ساذجة وغامضة أو بلا معنى.
على عكس وجهات النظر هذه، أظهر ابراهام روبنسون في عام 1960 أن اللانهائية دقيقة وواضحة وذات مغزى، بناءً على عمل إدوين هيويت وجيرزي شوج. وفقا لهورد كيسلر، «حل روبنسون لمشكلة عمرها ثلاثمائة عام من خلال إعطاء علاج دقيق للمتناهية الصغر. من المحتمل أن يعد إنجاز روبنسون واحداً من أهم التطورات الرياضية في القرن العشرين».